# Campeonato Mundial de Ciclismo em Estrada de 1996
O Campeonato Mundial de Ciclismo em Estrada de 1996 teve lugar de 9 a 13 de outubro de 1996 em Lugano, Suíça. Esta foi a primeira ocasião em que se disputaram as provas masculinas do estrada sub-23 e o contrarrelógio sub-23.

## Resultados
| Provas :                                        | Ouro                       | Ouro       | Prata                         | Prata    | Bronze                          | Bronze   |
| Masculinas                                      |                            |            |                               |          |                                 |          |
| Homens - carreira em linha                      | Johan Museeuw · Bélgica    | 6h 23' 50" | Mauro Gianetti · Suíça        | + 1"     | Michele Bartoli · Itália        | + 29"    |
| Homens- contrarrelógio                          | Alex Zülle · Suíça         | 48' 13"    | Chris Boardman · Reino Unido  | + 40"    | Tony Rominger · Suíça           | + 42"    |
| Femininas                                       |                            |            |                               |          |                                 |          |
| Mulheres - carreira em linha                    | Barbara Heeb · Suíça       | 2h 53' 05" | Rasa Polikevičiūtė · Lituânia | + 17"    | Linda Jackson · Canadá          | + 37"    |
| Mulheres - contrarrelógio                       | Jeannie Longo · França     | 35' 16.07" | Catherine Marsal · França     | + 49"    | Alessandra Cappellotto · Itália | + 54.40" |
| Masculinas sub-23                               |                            |            |                               |          |                                 |          |
| Homens - menores de 23 anos - carreira em linha | Giuliano Figueras · Itália | 4h 23' 50" | Roberto Sgambelluri · Itália  | + 1"     | Luca Sironi · Itália            | + 29"    |
| Homens- menores de 23 anos - contrarrelógio     | Luca Sironi · Itália       | 37' 51.89" | Roberto Sgambelluri · Itália  | + 52.49" | Andreas Klöden · Alemanha       | + 56.50" |